# Fernand Florizoone
Fernand Florizoone (Veurne, 21 juli 1925 - Koksijde, 14 februari 2024) was een Vlaams dichter en bekend cultureel ambassadeur van Koksijde.

## Biografie
Florizoone werkte tot aan zijn pensioenleeftijd als opvoeder. Met zijn dichtbundel In de branding debuteerde hij in 1955.
In een periode van 45 jaar publiceerde hij een dozijn bundels. In 2000 verscheen een omvangrijke bloemlezing onder de titel Rituelen van kwetsbaarheid.
Florizoone publiceerde in verscheidene literaire tijdschriften in binnen- en buitenland. Zijn poëziewerken werden vertaald in het verschillende talen onder meer Spaans, Frans, Pools en Bretoens.
Hij schrijft in een eenvoudige en ongecompliceerde stijl, zonder de trefzekerheid van verwoording en de inhoudelijke diepgang uit het oog te verliezen.
Florizoone was lid van de redactieraad van het Algemeen Cultureel Tijdschrift Vlaanderen.